# Сарбя (Любуське воєводство)
Сарбя (пол. Sarbia, нім. Münchsdorf) — село в Польщі, у гміні Кросно-Оджанське Кросненського повіту Любуського воєводства.
Населення — 156 осіб (2011).
У 1975-1998 роках село належало до Зеленогурського воєводства.

## Демографія
Демографічна структура станом на 31 березня 2011 року:
|          | Загалом | Допрацездатний вік | Працездатний вік | Постпрацездатний вік |
| -------- | ------- | ------------------ | ---------------- | -------------------- |
| Чоловіки | 79      | 19                 | 52               | 8                    |
| Жінки    | 77      | 17                 | 44               | 16                   |
| Разом    | 156     | 36                 | 96               | 24                   |